# Episema lilascens
Episema lilascens är en fjärilsart som beskrevs av Karl Schawerda 1929. Episema lilascens ingår i släktet Episema och familjen nattflyn. Inga underarter finns listade i Catalogue of Life.